# Eois peruviensis
Eois peruviensis är en fjärilsart som beskrevs av William Schaus 1901. Eois peruviensis ingår i släktet Eois och familjen mätare. Inga underarter finns listade i Catalogue of Life.